# Лагишин
Лагишин или Логишин (блр. Лагішын; рус. Логишин) насељено је место са административним статусом варошице (городской посёлок) у југозападном делу Републике Белорусије. Административно припада Пинском рејону Брестске области.
Према подацима пописа становништва из 2009. у вароши је живело 2.400 становника.

## Географија
Лагишин се налази у севрном делу Пинског рејона, на око 28 км северно од града Пинска, односно на 200 км источно од административног центра области Бреста.

## Историја
Лагишин се у писаним списима први пут помиње 1552. као село у границама Пинског повјата Велике Кнежевине Литваније. Од XVII века део је поседа кнежева Радзивил.
Одлуком пољског краља Владислава IV од 25. фебруара 1643. насеље добија Магдебуршко право и постаје слободан трговачки град, а из тог периода потиче и садашњи грб. Године 1795. постаје саставни део Пинског округа Руске Империје.
У периоду између 1940. и 1962. Лагишин је био центар истоименог рејона.

## Демографија
Према резултатима пописа из 2009. у насељу је живело 2.400 становника.